# День у день
«День у день» — другий сингл гурту Роллік'с з дебютного альбому МікрOFFONна переВІРКА. Вперше пісню було представлено 22 квітня 2007 року як радіосингл. Наприкінці року до нього був відзнятий відеокліп.
Станом на 7 травня 2007 року пісня знаходилась на 32 місці чарту «Топ-40» на ФДР.

## Відеокліп
На відео показано, як вокаліст гурту Дмитро Ігнатов прокидається у студентському гуртожитку, і після цього йде довгим коридором до актової зали, де відбувається концерт гурту «Роллікс». У коридорі згідно з текстом знаходяться люди, що «обходять стороною» та «іноді дивують своєю недовірою». А як «сонячне сяйво, що дає фотони» виступають малі дівчата, що граються з дзеркальцем та пускають «сонячних зайців». Також показані окремі кадри малювання емблеми гурту у вигляді графіті на стіні будинку. Наприкінці відео Роллікс грає на вечірці у оточенні студентської аудиторії.